# سفارة تونس لدى دولة مالي
سفارة تونس لدى دولة مالي هي البعثة الدبلوماسية لجمهورية تونس لدى جمهورية مالي، وتقع بالعاصمة باماكو.